# Gytis Ruzgys
Gytis Ruzgys (ur. 7 czerwca 1989 w Kownie) – litewski wioślarz.

## Osiągnięcia
- Mistrzostwa Świata Juniorów – Pekin 2007 – dwójka podwójna – 13  miejsce[1].
- Mistrzostwa Europy – Ateny 2008 – dwójka podwójna – 10. miejsce[1].
- Mistrzostwa Świata U-23 – Račice 2009 – czwórka podwójna – 13  miejsce[1].
- Mistrzostwa Europy – Brześć 2009 – czwórka podwójna – 10. miejsce[1].